# Огнецвет, Эди Семёновна
Эди Семёновна Огнецве́т (бел. Эдзі Сямёнаўна Агняцве́т; наст. фамилия Каган; 11 октября 1913 (в некоторых источниках 1916) — 17 июля 2000) — советская и белорусская поэтесса. Член Союза писателей СССР (1937).

## Биография
Окончила Белорусский государственный высший педагогический институт (1934). Работала редактором на Белорусском радио, консультировала молодых авторов в Союзе писателей Белоруссии, работала в отделе поэзии белорусского журнала «Полымя рэвалюцыі» (1940—1941). Во время Великой Отечественной войны находилась в эвакуации в Узбекистане. В 1945—1946 годах работала в Государственном издательстве Белорусской ССР.
Похоронена в Минске на Восточном (Московском) кладбище.

## Творчество
Публиковала стихи с 1929 года. Получила известность её поэзия для детей и юношества. Перевела на белорусский язык «Маленького принца» Антуана де Сент-Экзюпери, 1969). Ей принадлежат переводы отдельных стихотворений Пушкина, Некрасова, Маяковского, Ахматовой, Агнии Барто, многочисленные поэтические переводы писателей народов СССР, а также переводы французской поэзии (Беранже, Аполлинер, Элюар).
Переводила на белорусский язык стихи известных узбекских поэтов, в том числе Зульфии и Амана Мухтара.
По её либретто поставлены оперы для детей «Джанат» (1944) и «Маринка» (1956). На слова Эди Огнецвет белорусскими композиторами написано большое число песен.

### Книги лирики
- «Маё пакаленне» (1935)
- «Вершы» (1938)
- «На беразе Волгі» (1940, поэма)
- «Вясновай раніцай» (1941)
- «Край мой родны» (1945)
- «Дарога ў будучыню» (1949)
- «Беларуская рабіна» (1959)
- «Лірыка» (1965)
- «Круглы год: Выбранае» (1966)
- «Жаданне» (1971)
- «Спадзяванне калыханак» (1983)
- «Закаханым» (1986)

### Сборники поэзии для детей
- «Міхасёк»(1944)
- «Васількі» (1947)
- «Песня пра піянерскі сцяг» (1949, поэма)
- «Ля піянерскага кастра» (1952)
- «Мы будзем сябраваць» (1955, поэма)
- «Твае таварышы» (1957)
- «Госць з далёкай зямлі» (1958)
- «Незвычайныя канікулы» (1962)
- «Першы ліст» (1966)
- «Падарожнік» (1969)
- «Піянерская гама» (1970)
- «Краіна маленства» (1975)
- «Мы сур’ёзныя, мы вясёлыя» (1976)
- «Доктар Смех» (1977)
- «Ад зярнятка да вясёлкі» (1981)
- «Хто пачынае дзень?» (1982)
- «На двары Алімпіяда» (1984)
- «Буду настаўнікам» (1990)

### В переводе на русский язык
- Огнецвет, Э. С. Михасёк : Стихи для детей / Э. С. Огнецвет ; Пер. с белор. Н. Ушакова ; Художник Т. Шишмарёва. — Ташкент : Госиздат УзССР, 1944. — 24 с.
- Огнецвет, Э. С. Я слушаю лето! Стихи / Э. С. Огнецвет ; Пер. с белор. Ю. Кушака, И. Мазнина ; Художник О. Гурина. — Москва : Малыш, 1990. — 40 с.